# Ronald Probstein
Ronald Filmore Probstein est un physicien américain né le 11 mars 1928 à New York et mort le 19 septembre 2021 à Newton (Massachusetts). Il est connu pour ses travaux dans le domaine de l'aérodynamique supersonique, de la rentrée atmosphérique, de l'étude des comètes, des carburants synthétiques, de la dessalinisation,, et de la dépollution électrocinétique des sols (en).

## Biographie
Il fait ses études supérieures à l'université de Princeton où il obtient un diplôme de Bachelor of Science et soutient une thèse en aéronautique sous la direction de Lester Lees en 1952.
Il entre à l'université Brown comme professeur assistant d'ingénierie et de mathématiques appliquées en 1954.
En 1962, il rejoint le département d'ingénierie mécanique du Massachusetts Institute of Technology où il reste jusqu'à la fin de sa carrière en 1996.
Il est ensuite membre du comité des énergies futures des académies nationales des sciences, d'ingénierie et de médecine.

## Ouvrages
- (en) W. D. Hayes et R. F. Probstein, Hypersonic Flow Theory, Academic Press, 1959
- (en) Ronald F. Probstein et R. Edwin Hicks, Synthetic Fuels, Dover, 1982 (ISBN 0486449777)
- (en) Ronald F. Probstein, Physicochemical Hydrodynamics: An Introduction, John Wiley & Sons, 1994 (ISBN 978-0-471-45830-2)
- (en) Ronald F. Probstein, Honest Sid: memoirs of a gambling man, Iuniverse Inc, 2009 (ISBN 978-1440141874)

## Distinctions
- Fellow de l'American Institute of Aeronautics and Astronautics,
- bourse Guggenheim (1960)[6],
- fellow de l'American Academy of Arts and Sciences (1961),
- fellow de l'American Physical Society,
- fellow de l'Association américaine pour l'avancement des sciences,
- fellow de l'American Society of Mechanical Engineers,
- membre de la National Academy of Engineering,
- membre de la National Academy of Sciences (1999).